# 도성훈
도성훈(都成勳, 1960년 12월 10일~)은 대한민국의 교육인, 정치인이다. 제14·15대 인천광역시교육감이다.

## 학력
- 1967~1973 부평남국민학교 졸업
- 1973~1976 부평동중학교 졸업
- 1976~1979 부평고등학교 졸업
- 1979~1985 중앙대학교 국어국문학 학사

## 경력
- 1985~1995 성헌고등학교(현 인제고등학교) 교사
- 2003.01~2006.12: 제11,12대 전국교직원노동조합 인천지부 지부장
- 2011.05~: 인천사람과 문화 이사
- 2013.05~: 인천시민사회단체연대 지도위원
- 2013.12: 인천교육포럼 민들레 상임고문
- 2016.03~2018.02: 동암중학교 교장
- 2018.07~2022.06: 제14대 민선 7기 인천광역시교육감
- 2020.07~2022.06: 제8대 전국시도교육감협의회 부회장
- 2022.07~: 제15대 민선 8기 인천광역시교육감
- 2024.07~: 제10대 전국시도교육감협의회 부회장

## 역대 선거 결과
|  | 43.77% |

|  | 41.46% |

| 전임 이청연 (권한대행)박융수 | 제14·15대 인천광역시교육감 2018년 7월 1일~2022년 6월 30일 2022년 7월 1일~ |  |